# Skimboarden

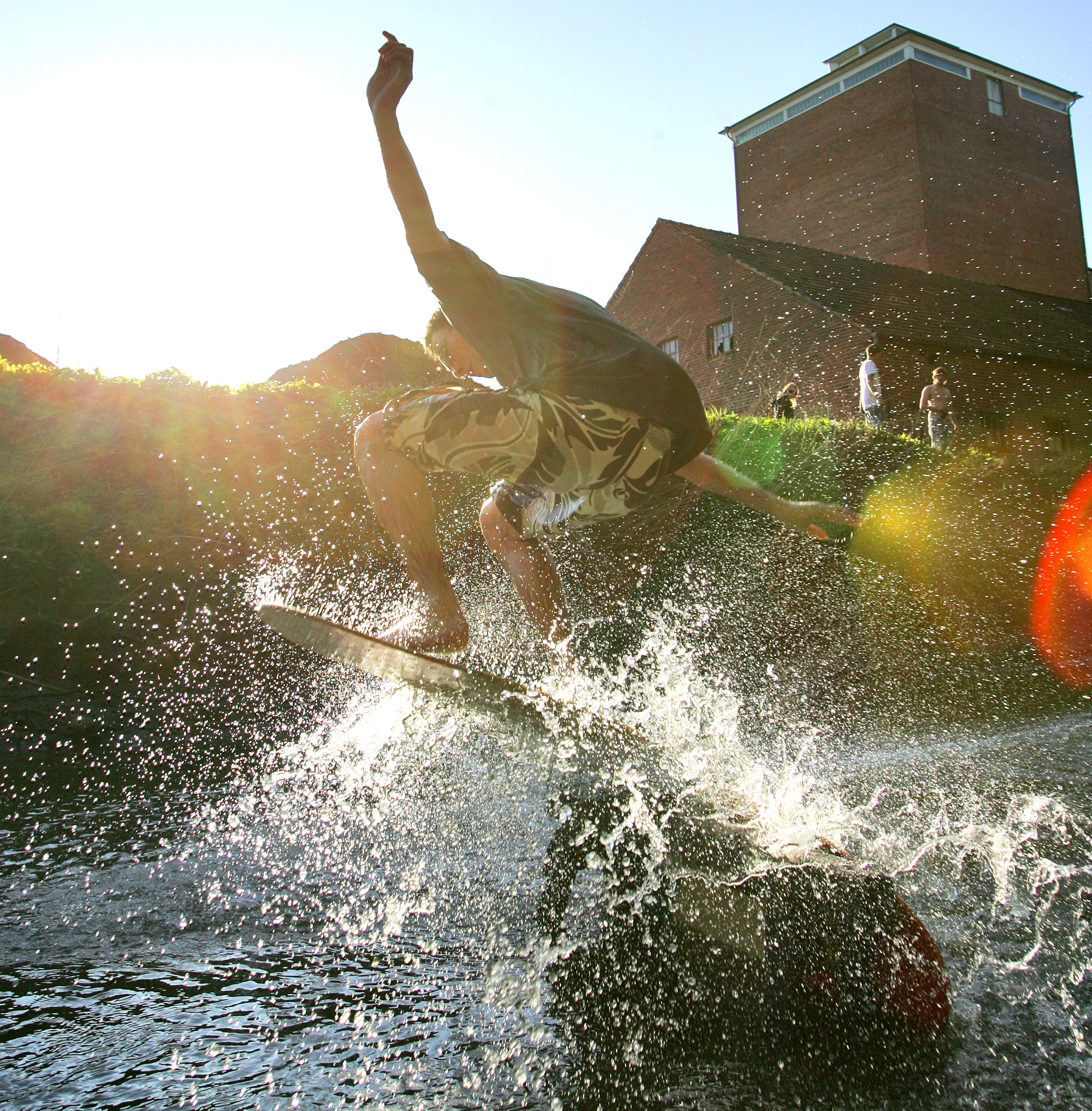
Skimboarden

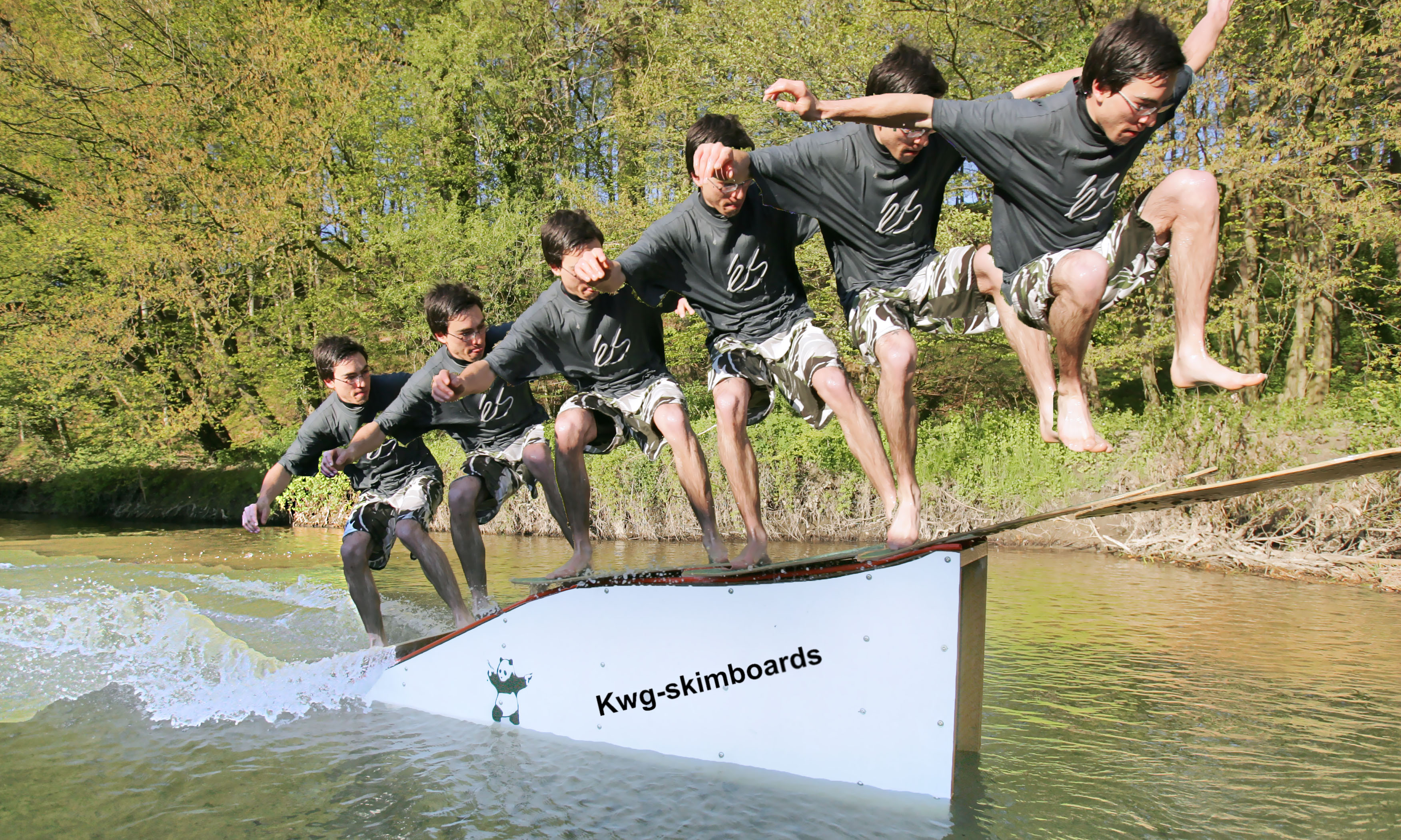
Einzelphasen

Skimboarden ist eine Wassersportart, die auf dem Prinzip der Flüssigkeitsreibung zwischen unterschiedlich schnellen Oberflächen basiert (3. Bereich in der Stribeck-Kurve). Nicht ganz korrekt, aber eingebürgert hat es sich, die Sportart auf das Prinzip des Aquaplanings zurückzuführen. Als Sportgerät – Skimboard genannt – dient eine flache Scheibe, die eine etwa ovale Form besitzt und zu den Außenseiten hin leicht nach oben gebogen ist. Sie besteht meistens aus Holz, das je nach Preislage von unterschiedlicher Qualität ist. Entscheidend hierbei ist, wie die einzelnen Holzschichten verleimt sind und welche Lasur (z. B. Kunstharz) das Board als Versiegelung besitzt. Auf diesem Board versucht der Sportler auf der Oberfläche von flachem Wasser im Auslaufbereich der Brandung zu gleiten.
Als Vorbereitung wird das Skimboard auf der Oberseite mit einem speziellen Wachs eingerieben, um es griffiger zu machen und so ein Abrutschen der Füße zu vermeiden. 
Es gibt verschiedene Arten des Skimboardens sowie zwei Brettarten:
- „Waveskim“, wobei zu 99 % ein Polyesterboard verwendet wird
- „Jumpskimming“, ebenfalls Polyesterboards
- „Flatlandskimming“ oder „Inland-Skimboarding“, wobei man zu 70 % zu einem Holzboard greift

Beim Waveskim fährt man vom Strand aus auf eine Welle zu und versucht auf ihr Tricks zu machen, beim Jumpskimming fährt man auch vom Strand aus auf eine möglichst hohe Welle und springt dann vom Board ab und macht zum Beispiel einen Salto in der Luft, bei der letzten Art, Flatlandskimming, fährt man in möglichst flachem Wasser auf Rampen u. Ä.